# Хелоуин: Възкресение
„Хелоуин: Възкресение“ (на английски: Halloween: Resurrection) е американски слашър филм на ужасите от 2002 г.

## Актьорски състав
- Джейми Лий Къртис – Лори Струд
- Бъста Раймс – Фреди Харис
- Бианка Кайлич – Сара Мойер
- Шон Патрик Томас – Ръди Граймс
- Кейти Секоф – Дженифър Данциг
- Дейзи Маккракин – Дона Чанг
- Люк Кърби – Джим Морган
- Томас Иън Никълас – Бил Уудлейк
- Тайра Банкс – Нора Уинстън
- Раян Меримън – Майлс Бартън
- Брад Лори – Майкъл Майърс